# Ariadna Priante Francés
Ariadna Priante i Francés (Sant Cugat del Vallès, 20 d'abril de 2002) és una jugadora de voleibol catalana. Després d'iniciar-se a aquest esport a l'escola Ferran i Clua de Valldoreix, la col·locadora debutà molt jove al Sant Cugat; després va romandre dos anys a la Blume a Esplugues de Llobregat abans de fitxar per l’IBSA de Las Palmas de Gran Canaria al juliol del 2020.